# Centrolepis cephaloformis
Centrolepis cephaloformis là một loài thực vật có hoa trong họ Centrolepidaceae. Loài này được Reader mô tả khoa học đầu tiên năm 1902.